# Годшо, Леон
Леон Годшо (фр. Leon Godchaux; 10 июня 1824 года, Эрбевиллер, Лотарингия, Франция — 18 мая, 1899 года, США) — американский бизнесмен французско-еврейского происхождения, владелец сахарных плантаций, основатель универмага Leon Godchaux Clothing Co. и Godchaux Sugars Inc. Был известен как «Сахарный король Юга».

## Биография
Родился в Эрбевиллере во французской Лотарингии в еврейской семье. В 1837 году Годшо иммигрировал в Соединённые Штаты. В 1845 году он основал Leon Godchaux Clothing Co., универмаг, который долгие годы работал на Канал-стрит в Новом Орлеане. Затем он приобрел городок Бонне-Карре в приходе Сент-Джон-те-Баптист и переименовал его в Резерв. Вскоре Резерв стал домом для крупнейшего в Америке сахарного завода, который работал за счёт сырья с двенадцати плантаций сахарного тростника на юго-востоке Луизианы. Одна из них, плантация Годшо-Резерв, была занесена в Национальный реестр исторических мест.
Годшо добился успеха в бизнесе: в 1894 году Hawaiinan Planter's Monthly писал, что «благодаря первоклассному урожаю и многочисленным предложениям со стороны, нет никаких сомнений в том, что Леон Годшо станет во главе списка производителей сахара в этом штате и получит титул «Сахарного короля Луизианы». К моменту своей смерти в 1899 году он владел 30 000 акрами полей сахарного тростника, на которых ежегодно производилось 27 миллионов фунтов рафинированного белого сахара. Он стал мультимиллионером благодаря доходам от своей сахарной империи и универмага в Новом Орлеане. В 1975 году он был награжден дублоном Марди Гра как «великий человек Луизианы».